# Същински орлови скатове
Същинските орлови скатове (Myliobatis) са род хрущялни риби от семейство Орлови скатове (Myliobatidae).
Таксонът е описан за пръв път от Жорж Кювие през 1816 година.

## Видове
- Myliobatis aquila – Обикновен орлов скат
- Myliobatis asperrimus
- Myliobatis aurantiacus
- Myliobatis australis
- Myliobatis bispinosa
- Myliobatis bonaparti
- Myliobatis bovina
- Myliobatis californica – Калифорнийски орлов скат
- Myliobatis chilensis
- Myliobatis cornuta
- Myliobatis eeltenkee
- Myliobatis freminvillei
- Myliobatis freminvillii
- Myliobatis goodei
- Myliobatis hamlyni
- Myliobatis jussieuri
- Myliobatis latidens
- Myliobatis longirostris
- Myliobatis macroptera
- Myliobatis maculatus
- Myliobatis milvus
- Myliobatis monnieri
- Myliobatis ocellatus
- Myliobatis oculea
- Myliobatis peruvianus – Перуански орлов скат
- Myliobatis punctata
- Myliobatis punctatus
- Myliobatis rhombus
- Myliobatis ridens
- Myliobatis tenuicaudatus
- Myliobatis tobijei
- Myliobatis vespertilio